# Sigfridus
Sigfridus Henechini, eg Sigfrid Henikesson från Linköping, död 1358 eller 1359, var en svensk dominikanermunk. 
Sigfridus var 1347-51 påvlig penitentiarie för de nordiska länderna (Pro Dacia). Utnämndes 1351 av påven Clemens VI först till biskop i Stavanger och senare i Oslo.